# Cajón

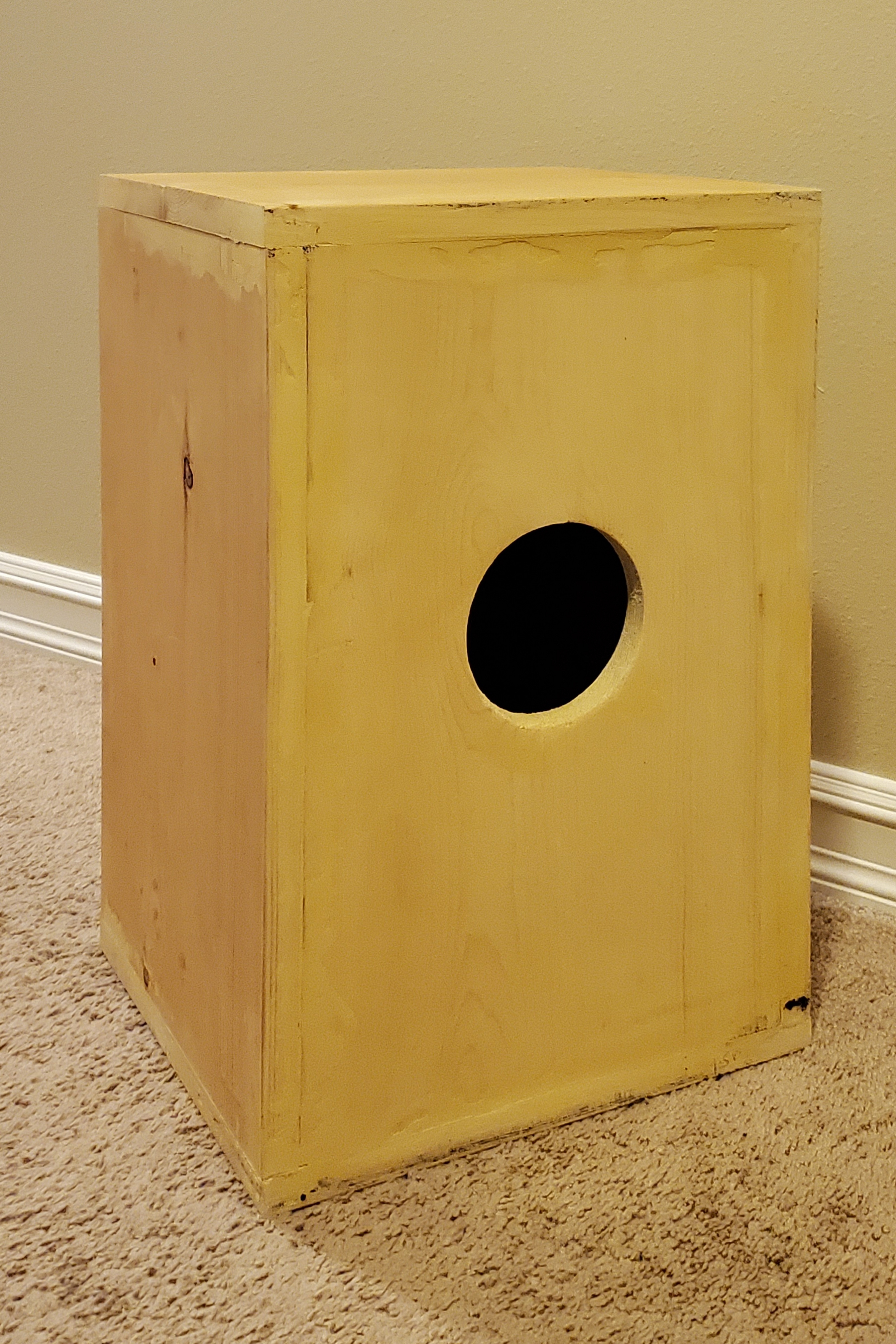
Cajón

Cajón, auch Kachon ([ka'xɔn], spanisch für ‚Schublade‘ oder ‚(Holz-)Kiste‘, Plural cajones), auf Deutsch auch Kistentrommel, englisch box drum, ist ein aus Peru und Kuba stammendes Perkussionsinstrument aus der Gruppe der Aufschlagidiophone, typologisch ist sie eine Hohlschlitztrommel. Cajón de tapeo heißt die Kistentrommel in Mexiko. Die Cajón hat einen trommelähnlichen Klang und wird mit den Händen, vereinzelt mit Besen gespielt, Bass-Cajones als Bestandteil eines größeren Schlagzeugs auch mit der Fußmaschine. In der spanischen Sprache ist cajón maskulinen Geschlechts, auch in der deutschen Fachsprache. Häufiger ist im Deutschen das weibliche Genus („die Cajón“). Bei der peruanischen Cajón setzt sich der Spieler auf die Kiste. Der kubanische Cajón hingegen wird eher wie eine Trommel eingesetzt, ohne dass sich jemand darauf setzt.

## Aufbau und Funktion
Spezifisches Kennzeichen von Cajones ist, dass ihre Schlagflächen – statt einer Fell- oder Folienbespannung – aus Holzplatten bestehen. Ihr Korpus besteht meistens ebenfalls aus Holz, wobei inzwischen auch andere Materialien Verwendung finden. Man unterscheidet die afro-peruanische Bauweise von verschiedenen kubanischen Cajón-Typen, die dort vorzugsweise in speziellen Rumbaformen zum Einsatz kommen. Charakteristisch bei der peruanischen Variante ist der klappernde Klang, der daher rührt, dass die Schlagplatte im oberen Bereich nicht fest mit dem Korpus verbunden ist, sondern dazwischen ein Spalt bleibt. Im Zuge der Etablierung der afro-peruanischen Bauform im spanischen Flamenco entwickelten sich verschiedene Modifikationen, die mit Bauteilen aus Metall statt des klappernden Klangs einen Snare-(= Schnarr)Effekt ähnlich einer Snaredrum (Kleinen Trommel) erzeugen, hier liegt das Schlagbrett meist ringsherum fest am Korpus an. Neben umwickelten Stahlsaiten, die der Schlagplatte anliegend verlaufen, gibt es Varianten mit Snare-Teppichen, Snare-Teppichsegmenten, Metallzungen-Fächern und spiraligen Drähten. Alle reagieren mechanisch und geräuschhaft auf die Schwingungen der Schlagplatte. Es gibt auch Cajones, bei denen man den Snare-Teppich während des Spiels aus- und einschalten kann. Beim Einsatz als Schlagzeug-Ersatz werden hauptsächlich Modelle mit Snare-Effekt verwendet, der durch Snarespiralen und nicht durch Saiten erzeugt wird. Diese Modelle erlauben am ehesten sowohl trockene Bassdrum-Klänge im Bass-Schlag, als auch realistische Snare-Klänge im Tone-Schlag.
Ursprünglich wurden Cajones wie viele andere Trommeln auch auf einem Schemel sitzend zwischen die Schenkel geklemmt gespielt. Heute sitzt der Spieler üblicherweise auf der Cajón. Die heute seltener oder eher als Bass-Cajón verwendete kreolische Cajón wird mit ihrer breiteren Seite auf dem Boden aufgesetzt. Der Spieler der kreolischen Cajón platziert eines seiner Beine in die Mitte der vorderen Holzwand und teilt sie so in zwei Spielflächen. Mit der rechten Spielfläche werden dann die Schläge der Basstrommel erzeugt. Bei der häufigeren säulenförmigen Cajón, die auf der Schmalseite steht, hat der Spieler den Kistendeckel, also die „Vorderseite“, zwischen seinen Beinen. Der höhere Snare-Ton wird am oberen Kistenrand geschlagen, der Basston tiefer auf dem Deckel. Manche Cajoneros bedämpfen mit einer Ferse den Deckel und modulieren so den Snare-Ton.
Cajones besitzen einen sehr interessanten Klang, der durch Korpusmaterial und -dimension, Schlagplatte und den gegebenenfalls verwendeten Snare-Effekt entsteht. Außerdem erzeugen ausreichend großvolumige Cajones unterhalb der ersten eigentlichen Resonanzfrequenz einen sehr tiefen Basston. Bei entsprechender Dimensionierung des Schalllochs kann dieser Basston sehr druckvoll sein, weshalb Cajones inzwischen zunehmend per Fußmaschine und weichem Schlägel als regelrechte Bassdrums im Set verwendet werden.
Cajones haben im Unterschied zu fellbespannten Trommeln einen eher trockenen Klangcharakter, der insbesondere bei der Begleitung anderer unverstärkter Instrumente vorteilhaft sein kann.

## Geschichte

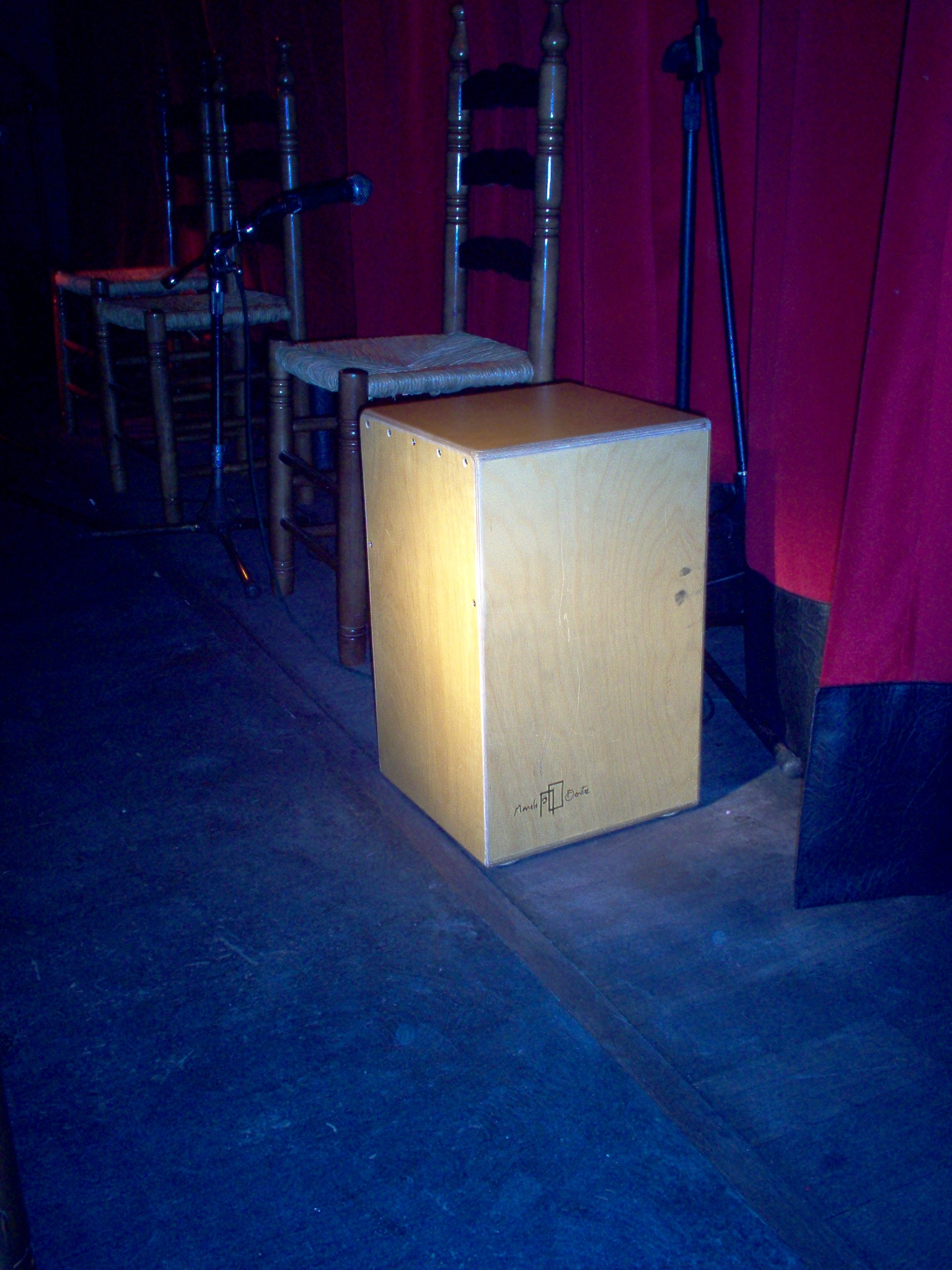
Cajón bei einer Flamenco-Show in Barcelona

Ursprünglich entstanden Cajones aus Transportkisten für Fische oder Orangen, die Sklaven afrikanischer Herkunft ersatzweise verwendeten, nachdem ihnen ihre traditionellen Trommeln weggenommen worden waren. Das Trommeln hatte Funktionen in vielen Lebensbereichen für die Gemeinschaft und deren Gefühl von Zusammengehörigkeit.
Cajones werden inzwischen nicht mehr nur in Peru und Kuba, sondern weltweit hergestellt. Die typisch afro-peruanische Bauform mit loser Verschraubung der Schlagplatte wurde in neuerer Zeit um einen Schnarr-Mechanismus erweitert, wie er traditionell schon bei arabischen Rahmen- und europäischen Militärtrommeln – aber auch bei brasilianischen Caixas – Verwendung findet. Diese aus Lateinamerika eingeführte Bauform gehört seit den späten 1970er Jahren zum festen Bestandteil von Flamenco-Formationen.
Inzwischen haben sich Cajones als perkussives Begleitinstrument fast überall etabliert, vor allem, wenn es darum geht, mit vergleichsweise wenig Aufwand schlagzeugimitierende Funktionen zu erfüllen. Einige Hersteller sind deshalb auf die Idee gekommen, ganze Sets zu konzipieren, die bezüglich Aufbau und Spielgefühl ihren Vorbildern nachempfunden sind. Dieser Trend findet derzeit darin seinen Höhepunkt, dass afro-peruanische Cajón-Sounds auch bei E-Drums als Samples getriggert werden können. Mittlerweile gibt es auch schon Cajones, mit denen elektronische Sounds erzeugt werden können.

## Verwendung in der Musik

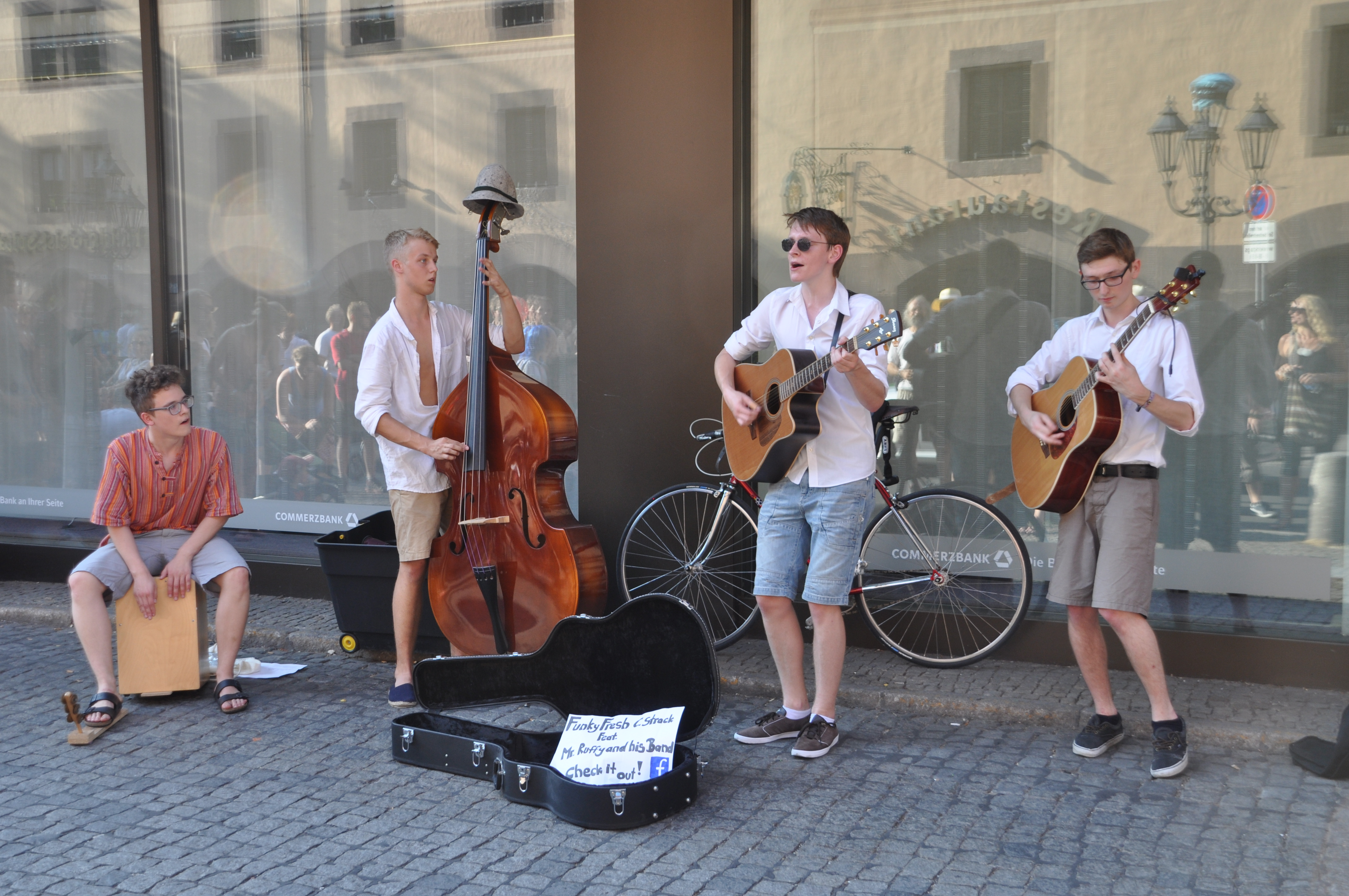
Cajón in der Straßenmusik beim Bardentreffen 2013 in Nürnberg

Die Cajón wird heutzutage als Rhythmusinstrument in allen Musikrichtungen angewandt.
Besonders häufig findet sie sich als Ersatz für Bass Drum und Snare in der akustischen Musik („Unplugged“) wieder und sie gewinnt im Rock, im Pop und vor allem im Folk-Rock in den letzten Jahren an Popularität.
Rubem Dantas in der Gruppe des Gitarristen Paco de Lucía führte die Cajón Ende der 1970er Jahre in den Flamenco ein. In den letzten Jahren hat die Popularität auch bei klassischen Musikern zugenommen: So ergänzt die Cajón Streichinstrumente in jungen Ensembles wie zum Beispiel das Modern Pop String Trio aus Berlin.
Zusammen mit weiteren Perkussionsinstrumenten wie Shaker, Schellenkranz sowie Hi-Hat oder Becken wird die Cajón als vielseitiges Perkussionsinstrument eingesetzt. Einige Schlagzeuger setzen auch Besen (mit Kunststoffborsten) ein, um einen überzeugenderen Schnarrklang spielen zu können.

## Ähnliche Kistentrommeln
Das Cajonito (spanisch für ‚kleines Cajón‘) ist eine Variante der Cajón, deren Breite und Höhe nur halb (und die Gesamtgröße damit nur ein Viertel) so groß wie eine Standard-Cajón ist. Dadurch ist das Cajonito leichter zu transportieren und günstiger. Der Klang ist gegenüber der Cajón heller und trockener.
Eine weitere traditionelle Kistentrommel ist die wesentlich kleinere Cajita, die schon eher den Klangcharakter eines Klangholzes hat. Eine relativ neue Entwicklung ist das Cajinto, es hat den Klangcharakter einer Snare-Drum. Die Batá-Cajón ist der afrokubanischen Batá-Trommel nachempfunden, besitzt aber statt der Trommelfelle Holzschlagflächen.